# Lymantria rhabdota
Lymantria rhabdota este o specie de molii din genul Lymantria, familia Lymantriidae, descrisă de Collenette 1949 Conform Catalogue of Life specia Lymantria rhabdota nu are subspecii cunoscute.